# Panteons del cementiri de Solanelles
Els panteons del cementiri de Solanelles és una obra dels Prats de Rei (Anoia) inclosa a l'Inventari del Patrimoni Arquitectònic de Catalunya.

## Descripció
D'aquest cementiri, emmarcat per murs de pedra, només destaquen dos panteons. El més remarcable és en pedra, volta de mig punt i com a decoracions presenta una creu inscrita dins una porta i dalt de tot sota la cornisa semicircular els símbols de la mort representats amb una gran ingenuïtat.
Damunt les cornises dels angles s'han de destacar 4 elements punxeguts, en pedra que li donen un cert caràcter neogòtic, al panteó.
L'altre panteó sembla més tardà.

## Història
És possible que el cementiri està datat de finals del segle xix.